# Jean-Marie Saint-Ève
Jean-Marie Saint-Ève, né le 9 juin 1810 à Lyon, et mort le 4 septembre 1856 à Montmartre, est un graveur français.

## Biographie
Jean-Marie Saint-Ève entre en 1828 à l'École des beaux-arts de Lyon,il suit les cours de gravure de Victor Vibert, titulaire de la chaire qui vient d'être créée. Vers 1835 il part à Paris et, admis à l'École des Beaux-Arts de cette ville. Il travaille avec  Théodore Richomme en 1838 et 1839. Il obtient le grand prix de Rome en 1840. Durant les cinq années de son séjour à Rome il peint et grave de nombreuses œuvres dont certaines sont exposées au salon de 1847.

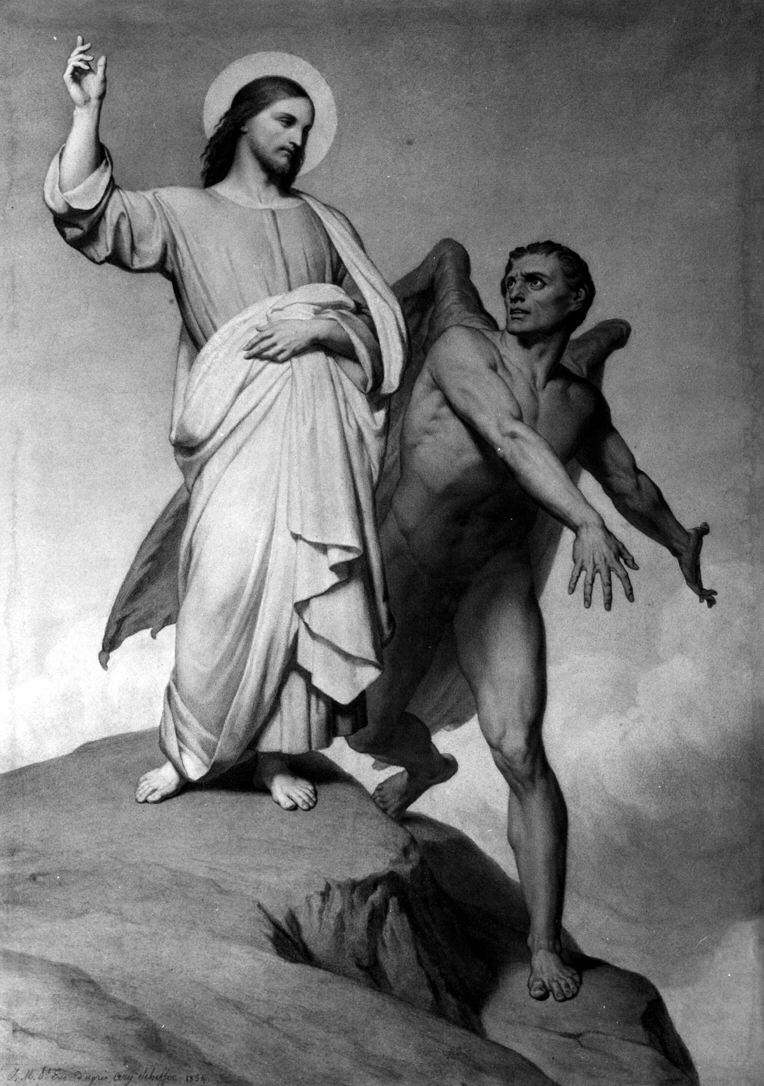
Jean-Marie Saint-Eve. La Tentation du Christ sur la montagne.Aquarelle, crayon et graphite sur papier tissé épais à texture modérée, 50cmX34,6cm, année 1854.Walters Art Museum, Baltimore,Maryland

## Œuvres
- La Poésie, estampe, musée de Grenoble[2] ;
- Portrait d'Andrea del Sarto ;
- nombreuses reproductions de Raphaël : Madone de Florence, Madone de Foligno, Sainte Cécile, Jeune Fille…